# مدیریت ریسک
مدیریت خطر یا مدیریت ریسک کاربرد سیستماتیک سیاست‌های مدیریتی، رویه‌ها و فرایندهای مربوط به فعالیت‌های تحلیل، ارزیابی و کنترل ریسک می‌باشد. مدیریت ریسک عبارت از فرایند مستندسازی تصمیمات نهایی اتخاذ شده و شناسایی و به‌کارگیری معیارهایی است که می‌توان از آن‌ها جهت رساندن ریسک تا سطحی قابل قبول استفاده کرد.

## تعاریف
- تعریف مؤسسه مدیریت پروژه:[۲] مدیریت ریسک به عنوان یکی از دوازده سطح اصلی «کلیات دانش مدیریت پروژه» معرفی شده‌است. در تعریف این مؤسسه، در این تعریف، مدیریت ریسک پروژه عبارت است از «کلیه فرایندهای مرتبط با شناسایی، تحلیل و پاسخگویی به هرگونه عدم اطمینان که شامل حداکثری نتایج رخدادهای مطلوب و به حداقل رساندن نتایج وقایع نامطلوب می‌باشد».[۳]
- مؤسسه مهندسی نرم‌افزار، به عنوان یکی از سازمان‌های پیشرو در ارائه روش‌های جدید در مدیریت پروژه‌های نرم‌افزاری، به مدیریت ریسک پروژه به عنوان فرایندی با ۵ فاز مجزا نگاه می‌کند (شناسایی، تحلیل، طراحی پاسخ، ردیابی و کنترل) که با یک سری عملیات انتقال ریسک مرتبط است.
- بوهم: مدیریت ریسک فرایندی شامل دو فاز اصلی است؛ فاز تخمین ریسک (شامل شناسایی، تحلیل و اولویت بندی) و فاز کنترل ریسک (شامل مراحل برنامه‌ریزی مدیریت ریسک، برنامه‌ریزی نظارت ریسک و اقدامات اصلاحی) می‌باشد. بنا به اعتقاد فیرلی مدیریت ریسک دارای هفت فاز است: ۱) شناسایی فاکتورهای ریسک؛ ۲) تخمین احتمال رخداد ریسک و میزان تأثیر آن؛ ۳) ارائه راهکارهایی جهت تعدیل ریسک‌های شناسایی شده؛ ۴) نظارت بر فاکتورهای ریسک؛ ۵) ارائه یک طرح احتمالی؛ ۶) مدیریت بحران؛ ۷) احیا سازمان بعد از بحران.
- چاپمن و وارد: یک فرایند مدیریت ریسک پروژه کلی را ارائه کرده‌اند که از نه فاز تشکیل شده‌است: ۱) شناسایی جنبه‌های کلیدی پروژه؛ ۲) تمرکز بر یک رویکرد استراتژیک در مدیریت ریسک؛ ۳) شناسایی زمان بروز ریسک ها؛ ۴) تخمین ریسک‌ها و بررسی روابط میان آنها؛ ۵) تخصیص مالکیت ریسک‌ها و ارائه پاسخ مناسب؛ ۶) تخمین میزان عدم اطمینان؛ ۷) تخمین اهمیت رابطه میان ریسک‌های مختلف؛ ۸) طراحی پاسخ‌ها و نظارت بر وضعیت ریسک و ۹) کنترل مراحل اجرا.
- کرزنر: مدیریت خطر را به صورت فرایند مقابله با ریسک تعریف کرده و آن را شامل مراحل چهارگانه زیر می‌داند: ۱) برنامه‌ریزی ریسک، ۲) ارزیابی (شناسایی و تحلیل) ریسک، ۳) توسعه روش‌های مقابله با ریسک و ۴) نظارت بر وضعیت ریسکها.

## فرایند مدیریت ریسک
بنا به تعریف ایزو ۳۱۰۰۰، فرایند مدیریت خطر دارای چندین مرحله است:
- ایجاد زمینه شامل:

1. شناخت خطر در محدوده مورد نظر
2. برنامه‌ریزی برای فرایندهای باقیمانده

- شناسایی خطر
- ارزیابی خطر

## اصول مدیریت ریسک

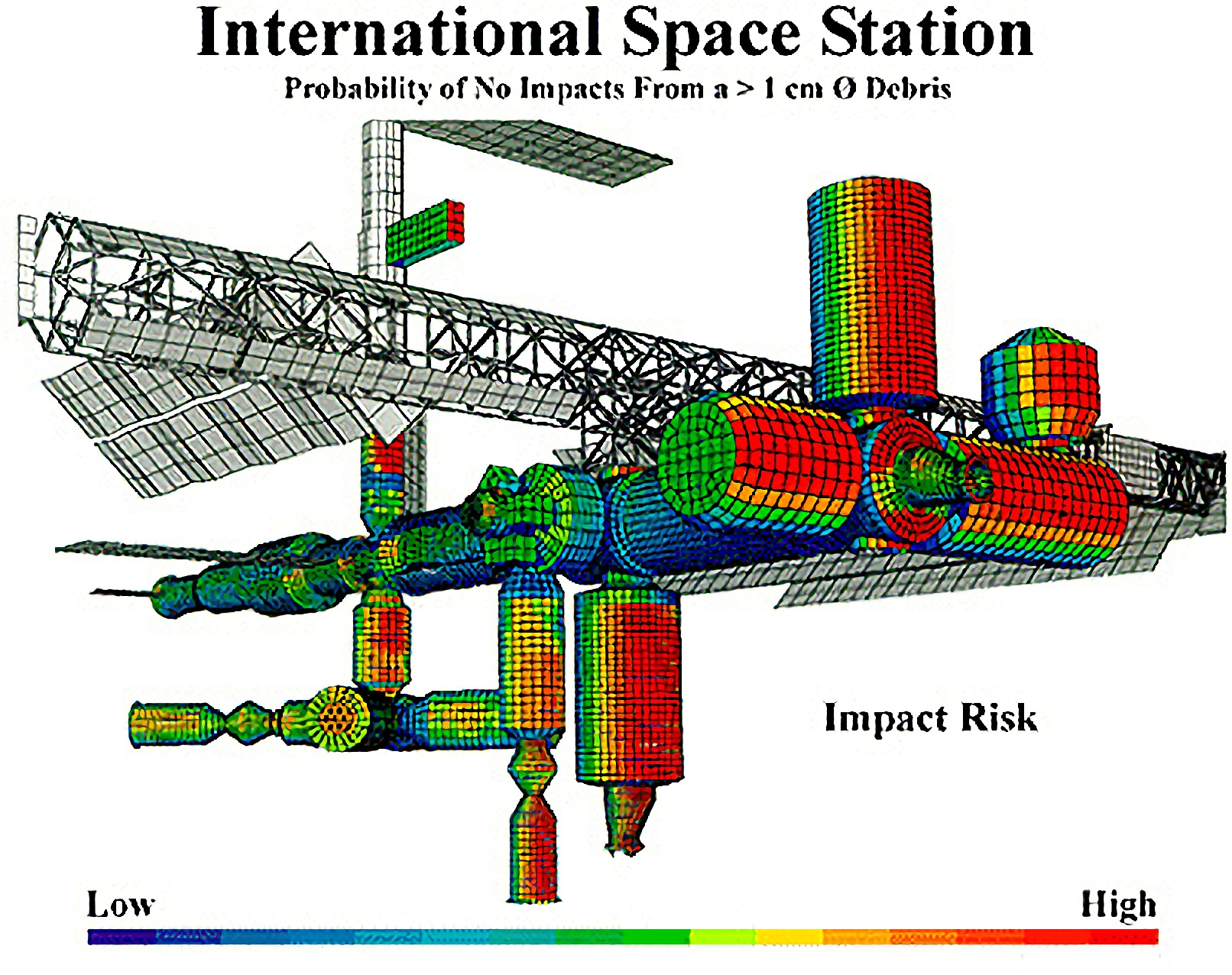
نمونه ای از ارزیابی ریسک: یک مدل ساخت شده توسط ناسا از ایستگاه فضایی بین‌المللی که نواحی با ریسک بالا در ضربه خوردن را نشان می‌دهد.

مدیریت ریسک یکی از قسمت‌های محوری مدیریت استراتژیک هر سازمان به‌شمار می‌رود. این شیوه شامل فرایندهایی است که از طریق آن سازمان‌ها می‌توانند به صورت روش‌مند خطرهای مرتبط با فعالیت‌هایشان را شناسایی کنند. یک رویکرد مدیریت خطر موفق باید با سطح خطر در سازمان متناسب و با دیگر فعالیت‌های سازمان هم‌راستا باشد. از دیگر ویژگی‌های مدیریت خطر موفق می‌توان به جامعیت گستره کار، گره‌خوردگی با فعالیت روزمره، و پویایی در پاسخگویی به شرایط نام برد.
بسیاری از پروژه‌ها که فرض می‌شود تحت کنترل هستند، با ریسک به عنوان رخدادی شناخته‌نشده روبرو گردیده و کوشش می‌کنند آن را کنترل کنند.
با در نظر گرفتن این مفاهیم پایه‌ای، امکان مقابله با ریسک به وجود می‌آید؛ لذا ابتدا باید نسبت به شناسایی ریسک‌های محتمل پروژه اقدام کرد. این کار با دسته‌بندی ساختار کارها و با پرسش چند سؤال از خود یا اعضای گروه پروژه، امکان‌پذیر است. برای تخصیص مقادیر احتمالی به ریسک‌ها از مقادیر پیشنهادی زیر می‌توان استفاده کرد:
قریب‌الوقوع بزرگ‌تر از ۸۵٪
بالا = ۸۵٪
محتمل = ۶۰٪
متوسط = ۵۰٪
ممکن = ۴۰٪
پایین = ۱۵٪
غیرمحتمل = ۱۵٪
اکنون احتمال وقوع هر ریسک قابل محاسبه‌است. راه دیگر، نسبت دادن درصد وزنی به هریک از ریسک‌هاست. مشکل اصلی این روش آن است که همواره داده‌های تجربی به اندازه کافی در دسترس نیستند تا این کار به دقت انجام گیرد. در این روش معمولاً افراد باتجربه‌ای مبادرت به این کار می‌کنند که تجارب جامعی از انواع رویدادها در پروژه‌های مختلف کسب کرده‌اند؛ مجموع درصدهای تخصیصی به رویدادها بایستی صد باشد.
در مرحله بعد به هر ریسک، یک مقدار نسبت دهید. این مقدار می‌تواند در صورت نیاز برحسب هزینه یا زمان باشد؛ به عنوان مثال اگر هدف تعیین زمان اتمام پروژه‌است، هر ایده‌ای در مورد مدت زمان فعالیت‌ها می‌تواند یک سناریوی ریسک محسوب شود. در این مرحله می‌توان مقدار حقیقی ریسک را با محاسبه حاصلضرب مقادیر تخصیص داده شده به ریسک و احتمال وقوع آن به دست آورد و با توجه به نتایج حاصل می‌توان نسبت به انجام عملی یا به تعویق انداختن آن تصمیم‌گیری نمود.
بعد از انجام مراحل مدیریت ریسک، می‌توانید فرایندهای نگهداری مجموعه ریسک را آغاز کنید. برای این کار بازنگری دوره‌ای ریسک را آغاز کنید که مبتنی بر پیچیدگی و مدت پروژه و وقوع تغییرات پروژه‌است.
آغاز اجرای این کار ممکن است بیهوده و هزینه زا به نظر آید اما چنانچه یکبار این کار را انجام دهید و ریسک‌ها را شناسایی و به صورت کمی آن‌ها را کنترل کنید در آن صورت به ارزش مدیریت ریسک پی خواهید برد؛ بنابراین در مرحله نخست اقدام به شناسایی ریسک‌های پروژه در بالاترین سطح WBS کنید و از اینکه راه به سطوح پایینتر می‌یابید نگران نباشید. بعد از چند بار انجام این کار، مسئله خیلی واضح‌تر خواهد شد.

## مدیریت خطر پروژه‌های عمرانی

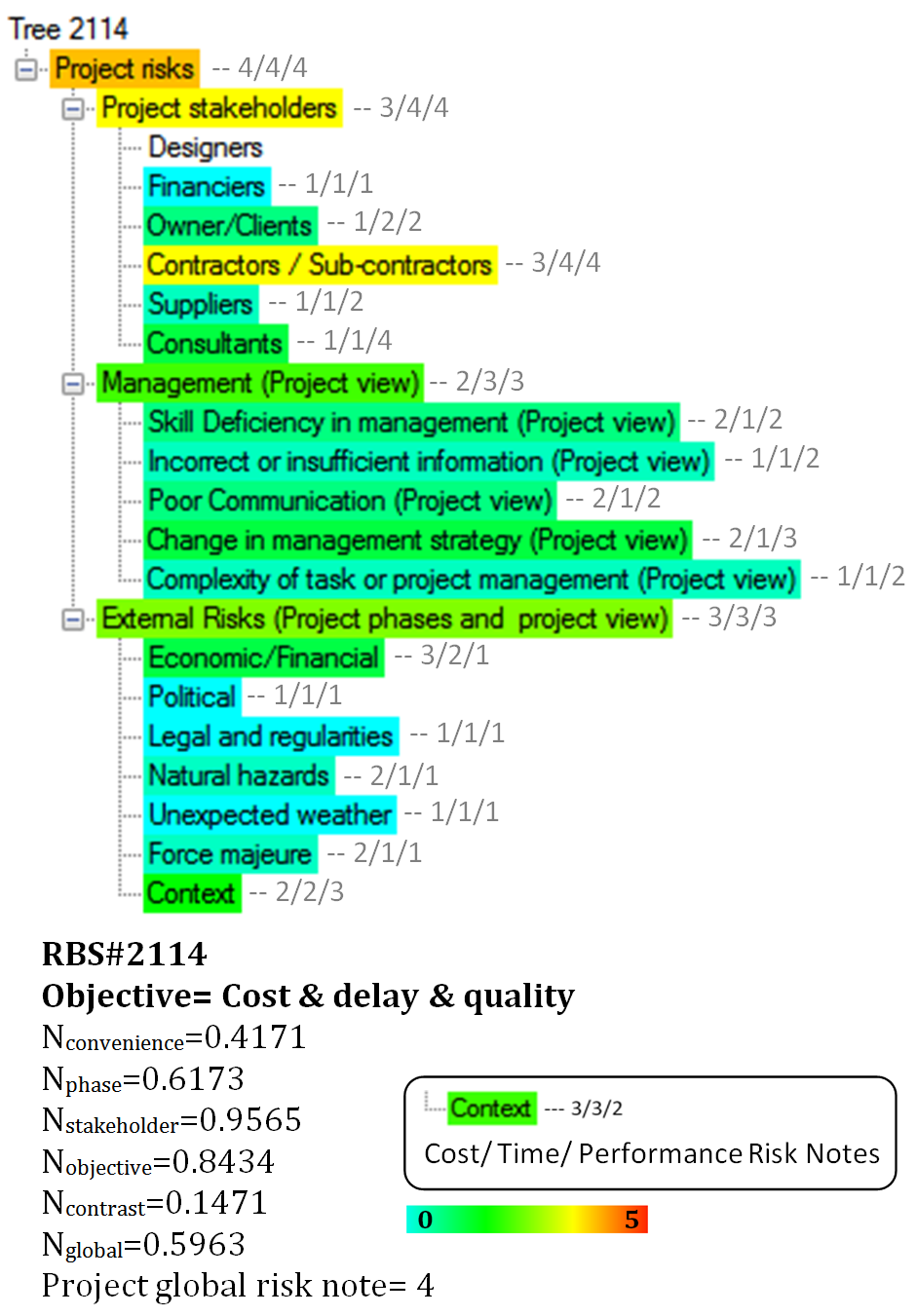
نمونه‌ای از طراحی درخت ریسک سفارشی به همراه نتایج آنالیز ریسک

در طی سال‌های اخیر، تحقیقات گسترده‌ای در زمینه مدیریت خطر پروژه‌های عمرانی انجام گرفته‌است. غالباً این نوع از پروژه‌ها در برگیرنده تعداد زیادی ذی‌نفع می‌باشد که مدنظر قرار دادن منافع، اهداف و مطالبات آن‌ها در اتخاذ تصمیم‌ها یکی از موارد لازم برای اطمینان از موفقیت پروژه می‌باشد.
ساختار شکست خطر که بازنمودی طبقه‌بندی شده از ریسک‌های پروژه ارائه می‌نماید، متشکل از گروه‌ها و زیر گروه‌های سازمان یافته خطر بوده و ابزاری بسیار مؤثر در شناسایی منابع و آثار محتمل ریسک‌ها می‌باشد. این نوع باز نمود ریسک‌ها دارای مزایای فراوانی در مدیریت ریسک پروژه‌های عمرانی است. بخشی از دلایل این مدعا عبارتند از: توانایی در تجزیه و تحلیل خطرهای پروژه و امکان داشتن دیدگاه خاص نسبت به خطر برای هر یک از اعضای ذی‌نفع پروژه.
ساختار شکست خطر دارای چندین ضعف اساسی نیز می‌باشد از قبیل: عدم وجود راهنما، روش و اجماع در چگونگی طراحی برای یک پروژه جدید با ویژگی‌های خاص خود، وجود تعاریف مبهم و بعضاً متناقض خطرها، عدم وجود روشی مشترک و مؤثر برای انتقال اطلاعات کمی و کیفی وقایع خطر به منظور محاسبه مقادیر ریسک هر گروه ریسک.
روشی نوین برای طراحی ساختار شکست سازگار برای هر پروژه یا شرایط خاص ارائه شده که با مقطع زمانی و میزان پیشرفت پروژه و همچنین دیدگاه‌های متفاوت ذینفعان پروژه نسبت به ریسک‌ها سازگار است. این روش متضمن اعمال مدیریت ریسک پویا، چند مقیاسی و چند بعدی در پروژه‌ها بوده و هر یک از اعضای پروژه در هر مقطع زمانی خاص قادر خواهد بود بر ریسک‌های مورد نظر خود تمرکز نموده و برای کسب اطلاعات جامعتر، هر گروه ریسک در ساختار شکست خطر را به تعداد بیشتری زیرگروه تجزیه نماید. چنین رویه‌ای ابزار و روش لازم برای شناسایی و مدیریت سیستماتیک، مؤثرتر و رسمی‌تر ریسک‌های پروژه را فراهم می‌نماید.
فرایند طراحی ساختار شکست خطرهای سفارشی با بازسازی تمامی ساختار شکست خطرهای ممکن از طریق ترکیب ریز درخت‌های موجود در بانک اطلاعاتی آغاز شده و سپس برای انتخاب بهترین ساختار، تمامی گزینه‌های ممکن به واسطه معیارهای کیفیت تعریف شده مقایسه می‌شوند.
نرم‌افزار خاصی بر اساس تمامی مفاهیم و الگوریتم‌های موجود در روش‌های توسعه داده شده، تسهیل کاربرد عملی روش‌های ارائه شده در پروژه‌های واقعی، را بر عهده دارد. این نرم‌افزار ابتدا تمامی ساختار شکست خطرهای ممکن را تولید نموده، مقادیر خطر را محاسبه کرده و به‌طور خودکار برای هر ساختار شکست خطر پنج فاکتور کیفیت محاسبه می‌نماید. در گام دوم، تمامی ساختار شکست خطرهای ایجاد شده با استفاده از یکی از روش‌های تصمیم‌گیری چند معیاری رتبه‌بندی شده، کاربر قادر خواهد بود بهترین ساختار شکست خطر را انتخاب نماید. نرم‌افزار قادر است به‌طور گرافیکی ساختار درختی تمامی ساختار شکست خطرهای طراحی شده را به همراه مقادیر خطر محاسبه شده و توزیع وقایع خطر نمایش دهد.